# Puente Victoria (Malasia)
El Puente Victoria (en malayo: Jambatan Victoria) es un puente de ferrocarril de vía ubicado en Karai, en el estado de Perak, Malasia. Es uno de los puentes de ferrocarril más antiguos del país, después de haber sido construido entre diciembre de 1897 y marzo de 1900 por Ferrocarriles del Estado de Perak como un cruce sobre el río Perak para servir a la industria de la minería del estaño local.
El puente Victoria permaneció en uso hasta 2002, cuando un puente de vigas de hormigón más ancho fue construido en paralelo al viejo puente que fue terminado para asumir el manejo del tráfico ferroviario.